# Unholy

Unholy foi uma banda finlandesa de doom metal. Formada em 1998, foram uma das primeiras bandas de doom metal do país.
O Unholy originalmente começou como uma banda que misturava black metal e doom metal sob o nome de Holly Hell. Depois de gravarem sua primeira demo chamada Kill Jesus, mudaram o nome da banda para Unholy definitivamente. A banda alcançou uma certa popularidade no meio underground com o EP Trip to Depressive Autumn, conseguindo assim chamar a atenção da gravadora austríaca Lethal Records que lançou o primeiro álbum da banda chamado From the Shadows em 1993. O Unholy então assinou com a Avantgarde Music para gravar seu próximo álbum, The Second Ring of Power, mas a banda de separou pouco depois do seu lançamento em 1994. A banda voltou a ativa 2 anos depois e lançaram mais dois álbuns, Rapture e Gracefallen, também pela Avantgarde Music. Em 25 de março de 2002, anunciaram novamente a separação. Voltaram a se reunir no verão de 2012 para alguns shows e logo depois se separaram novamente.

## Formação
- Pasi Äijö – vocal e baixo
- Ismo Toivonen – guitarras
- Jarkko Toivonen – guitarras
- Jan Kuhanen – bateria

## Discografia

### Álbums
- From the Shadows (1993)
- The Second Ring of Power (1994)
- Rapture (1998)
- Gracefallen (1999)

### EPs
- Trip to Depressive Autumn (1992)

### Demos
- Kill Jesus (1989)
- Procession of Black Doom (1990)
- Demo 11.90 (1990)